# Straß im Attergau
Straß im Attergau é um município da Áustria localizado no distrito de Vöcklabruck, no estado de Alta Áustria.